# Bond County
Das Bond County ist ein County im US-amerikanischen Bundesstaat Illinois. Im Jahr 2010 hatte das County 17.768 Einwohner und eine Bevölkerungsdichte von 18 Einwohnern pro Quadratkilometer. Der Verwaltungssitz (County Seat) ist Greenville.
Das Bond County liegt im Metro-East genannten östlichen Teil der Metropolregion Greater St. Louis um die Stadt St. Louis im benachbarten Missouri.

## Geografie
Das County liegt im mittleren Südwesten von Illinois und hat eine Fläche von 991 Quadratkilometern, wovon sechs Quadratkilometer Wasserfläche sind. An das Bond County grenzen folgende Nachbarcountys:
|                | Montgomery County |                |
| Madison County |                   | Fayette County |
|                | Clinton County    |                |

## Geschichte

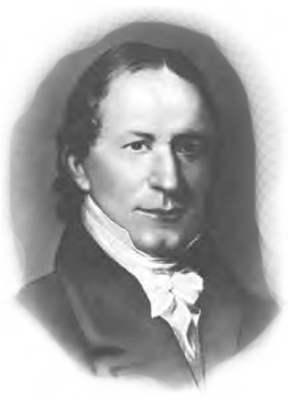
Shadrach Bond

1807 kamen die ersten Siedler aus dem Süden in dieses Gebiet und bauten zum Schutz gegen die Ureinwohner das Fort Hill und Fort Jones. Die Besiedlung schritt nur langsam voran und 1816 gab es gerade mal 25 Blockhütten. An der Stelle des späteren Greenville wurden die ersten Blockhütten 1815 erbaut.
Das Bond County wurde am 4. Januar 1817, noch vor der Gründung des neuen Bundesstaates Illinois, aus Teilen des Madison County gebildet. Benannt wurde es nach Shadrach Bond (1773–1832), dem ersten Gouverneur von Illinois (1818–1822).

Der Sitz der County-Verwaltung war zuerst in Hills Station und von 1817 bis 1821 in Perryville. Danach wurde er nach Greenville verlagert, wo auch das erste Gerichtsgebäude 1822 erbaut wurde. 1873 konnten die ersten Schüler die Greenville High School verlassen.

## Demografische Daten
Nach der Volkszählung im Jahr 2010 lebten im Bond County 17.768 Menschen in 6.310 Haushalten. Die Bevölkerungsdichte betrug 18 Einwohner pro Quadratkilometer.
Ethnisch betrachtet setzte sich die Bevölkerung zusammen aus 90,9 Prozent Weißen, 6,1 Prozent Afroamerikanern, 0,5 Prozent amerikanischen Ureinwohnern, 0,4 Prozent Asiaten sowie aus anderen ethnischen Gruppen; 1,8 Prozent stammten von zwei oder mehr Ethnien ab. Unabhängig von der ethnischen Zugehörigkeit waren 3,1 Prozent der Bevölkerung spanischer oder lateinamerikanischer Abstammung.
In den 6.310 Haushalten lebten statistisch je 2,79 Personen.
20,3 Prozent der Bevölkerung waren unter 18 Jahre alt, 65,0 Prozent waren zwischen 18 und 64 und 14,7 Prozent waren 65 Jahre oder älter. 46,2 Prozent der Bevölkerung war weiblich.

Das jährliche Durchschnittseinkommen eines Haushalts lag bei 45.520 USD. Das Prokopfeinkommen betrug 22.225 USD. 13,7 Prozent der Einwohner lebten unterhalb der Armutsgrenze.

## Orte im County
City
- Greenville

Villages
| - Donnellson1 - Keyesport2 - Mulberry Grove | - Old Ripley - Panama1 - Pierron3 | - Pocahontas - Smithboro - Sorento |

1 – teilweise im Montgomery County

2 – teilweise im Clinton County

3 – teilweise im Madison County

## Gliederung
Das Bond County ist in 9 Townships eingeteilt:
| Township                | Einwohner (2010) | FIPS     |
| ----------------------- | ---------------- | -------- |
| Burgess Township        | 2439             | 17-09694 |
| Central Township        | 8013             | 17-12112 |
| Lagrange Township       | 1169             | 17-40741 |
| Mills Township          | 552              | 17-49321 |
| Mulberry Grove Township | 1361             | 17-51297 |
| Old Ripley Township     | 867              | 17-55730 |
| Pleasant Mound Township | 1018             | 17-60586 |
| Shoal Creek Township    | 1783             | 17-69641 |
| Tamalco Township        | 566              | 17-74418 |